# Anabas tongtruongensis
Анабас тонгчионзький (Anabas tongtruongensis) — тропічний прісноводний вид лабіринтових риб з родини анабасових (Anabantidae).
Був описаний 2015 року на основі зразків, зібраних із вапнякових карстових водойм у повіті Хоали (в'єт. Hoa Lư), провінція Ніньбінь. Від інших видів роду відрізняється певними відмінностями в розташуванні спинного плавця, будовою голови та її елементів, кількістю лусок у бічній лінії. Бічна лінія розірвана, по довжині складається з двох частин; хребців 24-25.
Наукова назва походить від місцевої назви цієї риби — Tong Truong tilapia (буквально: «тонгчионзька тиляпія»); Тонгчионг (Tong Truong) — це стара назва території сучасного повіту Хоали.
Тонгчионзький анабас значиться в переліку цікавинок озера Аозяй (в'єт. Ao Giai), розташованого біля печери Амтьєн (в'єт. Am Tiên), одного з туристичних об'єктів провінції Ніньбінь.